# Viyé Diba
Pour les articles homonymes, voir Diba.

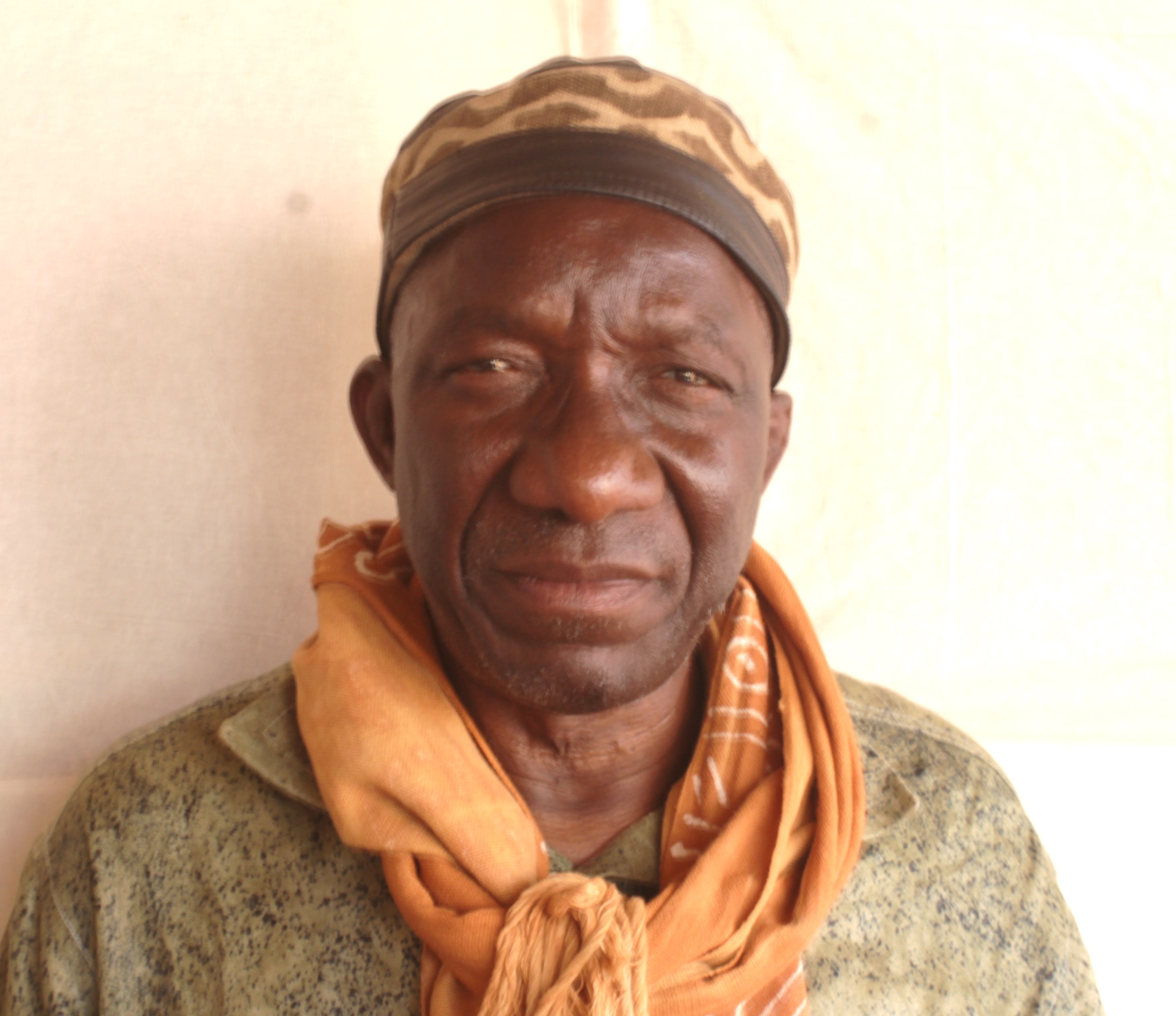
artiste plasticien Sénégalais

Viyé Diba, né le 31 décembre 1954 à Karantaba (Casamance)  est un peintre sénégalais contemporain. Il fait partie de la deuxième génération de l'« École de Dakar ».

## Sélection d'œuvres
- Le marchand ambulant, 1987
- Le malade mental, 1988
- Support-surface, 1990
- Pesanteur des silhouettes, 1991
- Échappement II, 2002